# Antoine Bourdon
Pour les articles homonymes, voir Bourdon.
Antoine Bourdon est un homme politique français né le 14 avril 1752 à Blois (Loir-et-Cher) et décédé le 8 juillet 1815 à Boussac (Creuse).

## Biographie
Curé d'Évaux, il est suppléant pour le clergé aux États généraux de 1789 et admis à siéger le 24 novembre 1789. Il se rallie à la majorité et devient secrétaire de l'Assemblée le 12 septembre 1790 sous la présidence de Bureaux de Puzy.  Il a été un des premiers ecclésiastiques à prêter le serment constitutionnel prévu par la loi du 27 novembre 1790.
Il s'est ensuite retiré dans la propriété qu'il avait acheté près de Boussac. Pendant la terreur, il a abandonné la prêtyrise et s'est marié à Évaux avec Barbe Leclerc.
Il devient sous-préfet de Boussac sous le Consulat, le 14 germinal an VIII (4 avril 1800). Il a occupé ces fonctions jusqu'à la fin de l'Empire. Quelques années avant sa mort, il avait obtenu du Souverain Pontife un bref le relevant de ses vœux ecclésiastiques.

## Sources
- « Antoine Bourdon », dans Adolphe Robert et Gaston Cougny, Dictionnaire des parlementaires français, Edgar Bourloton, 1889-1891 [détail de l’édition]